# Росица Димитрова
Росица Димитрова е българска волейболистка.
Родена е на 21 февруари 1955 година. Играе във волейболния отбор на „Левски“, както и в националния отбор, с който печели бронзов медал на Олимпиадата в Москва през 1980 година.